# 洞泉寺遊廓

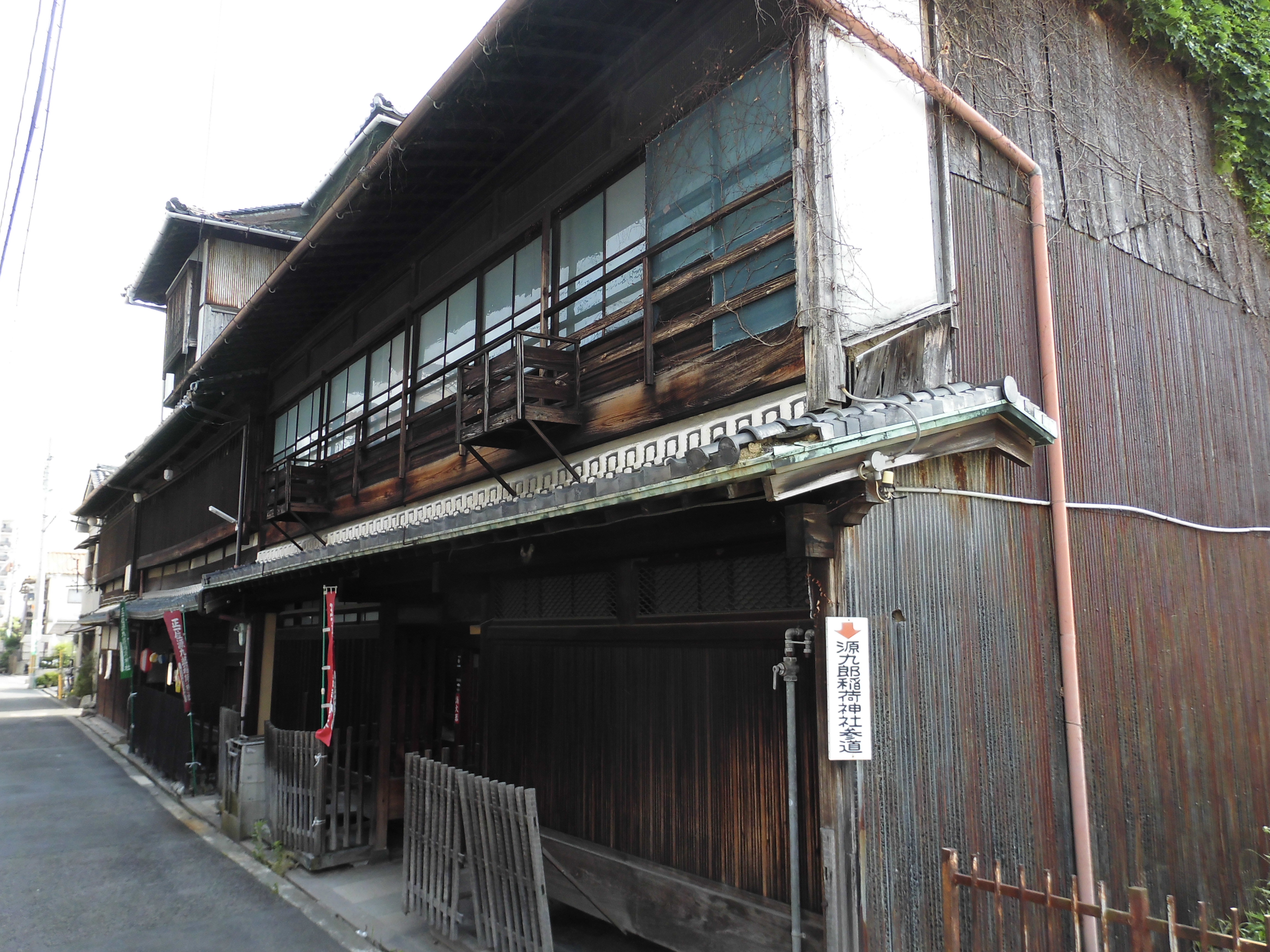
2020年（令和2年）3月に解体された洞泉寺遊廓の遊廓建物。手前から旧富士屋楼、旧植甚楼の建物。

洞泉寺遊廓（とうせんじゆうかく）は、現在の奈良県大和郡山市洞泉寺町にあたる旧生駒郡郡山町字洞泉寺にかつて存在した遊廓である。近年の研究によって当時の同業者組合名が又春廓（ゆうしゅんかく）であったことが解っている。

## 概要
洞泉寺遊廓は、奈良県大和郡山市洞泉寺町にあった遊廓で、近世後期には幕府非公認の遊所であった。明治になると市内の東岡町遊廓とともに奈良県の公認遊廓地となる。なお、奈良県の公認遊廓は奈良市の「木辻」「瓦堂」、郡山町の「洞泉寺」「東岡町」の4つで、これらを近代奈良四遊廓という。
洞泉寺遊廓は1887年（明治20年）の奈良県再設置前後に低迷期を迎えており、貸座敷の数は10軒、娼妓は32名に過ぎなかった。その後、大阪〜奈良を結ぶ鉄道の開通（国鉄郡山停車場＝1890年（明治23年）開設、大阪軌道郡山停留所＝1921年（大正10年）開設）を契機として貸座敷数・娼妓数はともに増加に転じ、最盛期となる1924年（大正13年）には17軒の貸座敷に200名の娼妓がいた。対象期間を平均すると、洞泉寺には約15軒の貸座敷に120名程度の娼妓がいた計算になる。第二次世界大戦後は赤線になり、特殊飲食店として営業を続けていたが、1958年（昭和33年）の売春防止法施行により、旅館や貸本屋や下宿屋に転廃業し遊廓の歴史に終止符を打った。

## 歴史

### 近世
近世における洞泉寺遊廓は郡山城下町の南東に位置し、その南端には外堀が通っていた（郡山城下町では外堀の内側を「内町」、外側を「外町」と称する）。
『大和郡山市史』によると、17世紀前葉に水野勝成が雑穀町（ざこくまち）にあった遊廓を自らの居所があった洞泉寺の近くに移したとする。これらの数がわかる史料としては、1797年（享保9年）の「和州郡山町鑑」に内町の茶屋（を営むもの）6人と記載がある。また、奈良奉行所与力橋本家文書「隠し売女御咎の記」によると、近世後期には13軒程度の煮売茶屋（曖昧屋）があり、1838年（天保9年）の項に8軒の店名が記載されている。同時期の町割図（柳澤文庫所蔵）によると、同所は町名の由来となっている洞泉寺をはじめ寺院が集中する区域で、上記煮売茶屋は町割図に描かれた寺院の「借家」で営業していたものと思われる。
前述の『隠し売女御咎の記』によると、18世から末葉から19世紀前葉に、奈良で唯一公認遊廓だった木辻遊廓から洞泉寺町にある煮売茶屋が性売買をしていると訴えられており、奈良奉行所より木辻遊廓以外の遊所は全廃という触れが出る。しかし実質的には、洞泉寺遊廓では性売買を継続していたことがわかっている。
また、奈良県の知識人でもあった水木十五堂（要太郎）は洞泉寺遊廓について以下のように述べている。
”郡山の傾城町はもと雑穀町の南邉にあったものらしいが、以前牢屋敷になってゐた処の洞泉寺の地に移ったといふ。その年月は明かではないが、元和年間水野日向守領主の時代であらう。次の松平下総守時代、洞泉寺遊女町悉（ことごと）く追払ひ、その跡地十三町へ下され畑地となり、三十石の年貢米を納むるやうになったが後、正願寺、大信寺買い求め寺地となった（後略）。”
洞泉寺遊廓は、幕末〜明治維新の頃には田中屋・尾張屋・越後屋・錦仙・笠亀・石橋屋・いづ熊といった6・7軒の店があったとされている。

### 明治期
明治期に設置された奈良県令を見ると、1870年（明治3年）10月「公事訴訟などの者、止宿の際、囲女・娼妓に紛らわしき者の呼び入れ禁止」、1871年（明治4年）2月「木辻・元林院遊所来所の者、取調のこと」といった御触書が出ている。これにより当時の奈良県は、遊廓・遊所や娼妓そのものではなく、遊客の取締に重点を置いていたことがわかる。
1872年（明治5年）6月「淫売女体の所業、禁止」、同年9月「酌取女・遊女・飯盛女等人員名前届出のこと新規営業・補充禁止冥加金これまで通り」が布告された。これらの布告により、ようやく県による遊廓や娼妓に対する管理体制が示されたものといえる。
同年10月、歴史上名高い太政官公布「芸娼妓解放令」発布7日後の「前借金無効の司法省達」によって、芸娼妓の前借金は法令上無効とされた。直後には奈良県より「芸娼妓解放令につき心得書」が出され「席貸渡世」は「木辻・元林院・従前仕来の処」のみ許可、1カ所に5軒未満の場所は「廃止」、5軒以上の場合は「社中を設け」た場合に鑑札を支給する、などの取り決めがなされた。この法令により、奈良県における免許地の指定（＝他所における営業の禁止）という囲い込みが行われた。
さらに1873年（明治6年）年12月公布の「貸座敷渡世規則」では、貸座敷・娼妓・芸妓の渡世には鑑札が必要となり、娼妓については「15歳未満」の開業禁止、月二回の検黴義務、芸妓の売淫は厳禁と定められた。中央警察組織である警保寮が発したこの諸規則は典範となり、奈良県でも採用された。
1876年（明治9年）2月の「売淫罰則」で違反者に対する罰金が定められ、翌1877年（明治10年）10月には「売淫并売妓貸席業取締規則」が制定された。この規則により、奈良県では奈良市の木辻町、元林院町に加え郡山の洞泉寺町と東岡町が公認遊廓となる。
前述のように、洞泉寺遊廓は1887年（明治20年）の奈良県再設置前後に低迷期を迎えており、貸座敷の数は10軒、娼妓は32名に過ぎなかったが、漸次その数を増やし1906年（明治39年）には貸座敷16件、娼妓数93人になっている。
ちなみに、洞泉寺町に現存する遊廓建物「旧川本楼（町家物語館）」は、1889年（明治22年）開業申請がなされているが、当時は別の区域にて営業しており、1922年（大正11年）に、現住地に移転している。

### 大正、昭和初期
大正時代以降、洞泉寺の貸座敷数は16〜18軒程度で推移した。現在わかっている当時の妓楼名は、冠山楼、大和川楼、田中楼、林楼、菊水楼、岡田楼、石橋屋、植甚楼、木嶋楼、川本楼、山中楼、竹井楼、松月楼、豊田楼、大正楼などであった。
洞泉寺遊廓における1925年（大正14年）1月の遊客数は12,409人で、費消金額は39,378円であった。同時期の東岡町の遊客数は889人で費消金額が3,961であったことからも、洞泉寺遊廓の優位性が読み取れる。しかし大軌郡山停留所から東岡町の大規模な新地開発により、遊廓数は漸減し昭和初期には逆転されることとなる。
1933年（昭和8年）の洞泉寺遊廓について、前述の水木十五堂（要太郎）は、東岡町について「数に於て洞泉寺木辻を凌駕し新開地気分を発揮して漸次盛況を呈してゐる。」とし、洞泉寺遊廓については「大体構へも立派に客扱ひも親切に気樂に遊ばす主義の処もあり評判よく、何れも轡を並べて繁盛してゐる」と評している。
また、洞泉寺遊廓旧川本楼に残る1922年（大正11年）前後の遊廓経営史料「娼妓名簿」から、新潟、三重、高知など地方から出てきた娼妓が多かったこと、契約年限は最長7年、最短2年であることがわかっている。また、就業時の娼妓の年齢層は18〜20歳が64パーセントとなっており、多くの人が若いうちに娼妓になっていることがわかる。

### 戦後
終戦後、GHQの方針によって公娼制度が廃止されながらも、「赤線地帯」「特飲街」という形で存続していた日本の性売買制度であるが、売春防止法の成立によって何の保証もなく一方的に転廃業を強いられることとなった。
当時の地元新聞では、以下のように報じられている。
”灯りの消えた寂しさはここも例外ではない。12軒あった業者のうち営業しているのはごくわずかだ。午後10時過ぎだというのに猫の子1匹往来を歩いていない。岡町と同様、接客婦たちの姿は障子で完全に仕切られている。ガラスのごくわずかなスキ間からのぞいた彼女たちは無表情な顔で人形のように座ったまま、再出発する将来の生活設計を夢見ているのか、それとも人生にあきらめきつているのか。洞泉寺特飲組合では、15日の廃業に引き続き、16日は業者たちの子も接客婦も揃ってお伊勢参りするという。業者の転業は旅館2、貸席3、廃業7を予定している。”
このように、洞泉寺遊廓はその多くが廃業し、旅館や下宿、貸本屋などに転業して、その遊廓史の幕を閉じた。
また1968年（昭和43年）、大正期の遊廓建築が多く立ち並び、当時の風情をよく残すという理由で、勝新太郎主演『悪名十八番』のロケが洞泉寺町で行われている。

## 遺構
前述の旧川本楼は1999年（平成11年）に大和郡山市が購入し、2014年（平成26年）に登録有形文化財に登録され、2018年（平成30年）より「町家物語館」として一般公開されている。本館は木造3階建てで、棟札から1924年（大正13年）に上棟されたことが判明している。近代和洋折衷建築である3階建て遊廓建築の内部を見ることができる、貴重な文化遺産である。
一方、2020年（令和2年）時点で洞泉寺町に残る遊郭建築は旧川本楼を含む7棟となっていたが、同年に棟続きの3棟（北から旧富士屋楼・旧植甚楼・旧木嶋屋）が解体された。さらに2023年（令和5年）にも浄慶寺横の1棟（旧山中楼）が解体された。これによって現存する遊廓建造物は、旧川本楼のほか源九郎稲荷神社近くの旧豊田楼、旧竹井楼の合計3棟のみとなっている。

## 映画・テレビ放映
・大映『悪名十八番』（劇場公開日：1968年1月13日）出演：勝新太郎、田宮二郎、森光子ほか
・NHK BS1スペシャル 「にっぽんディープ紀行 “昭和”を探して〜キャバレー、遊郭 その周辺〜」（初回放送日：2021年2月14日）